# Antonio Larreta
Gualberto José Antonio Rodríguez-Larreta y Ferreira (Montevideo, 14 de diciembre de 1922-19 de agosto de 2015), más conocido como Antonio o Taco Larreta, fue un actor, escritor, y crítico de cine y teatro uruguayo.

## Biografía
Nació en el seno de una familia acomodada y culta que facilitó sus inquietudes y desarrollo de su creatividad.
Estudió en la Escuela y Liceo Elbio Fernández. 
Se destacó como actor, dramaturgo, escritor, traductor, periodista, guionista de televisión y cine, cineasta, director teatral, crítico de cine y de teatro (en El País desde 1948 a 1959 y en Marcha desde 1963 a 1966). 
Como traductor realizó, entre otras, las traducciones de Diálogos de Carmelitas, de Georges Bernanos, Los caprichos de Mariana, de Alfred de Musset, y La Mandrágora de Maquiavelo.
Como guionista televisivo, fue el creador de Curro Jiménez, popular serie española emitida por TVE desde 1976 a 1978.

### Premios
En 1961 obtuvo el Premio Larra que conceden los críticos teatrales madrileños por la puesta en escena de Porfiar hasta Morir de Lope de Vega; en 1971 se hizo merecedor del Premio Casa de las Américas por su obra teatral Juan Palmieri; en 1980 obtuvo el Premio Planeta por la novela Volavérunt; y en 1992 obtuvo el Premio Goya al mejor guion adaptado por El maestro de esgrima.

### Comienzos
En 1948 se inició como crítico de teatro y de cine en el diario El País, ejercicio que desempeñó durante una década con conocimiento, intuición y gran claridad expositiva.
En 1949 fundó, junto a Susana Pochintesta, el grupo independiente Club de Teatro dirigiendo tanto sus propias obras Una familia feliz como Electra de Jean Giraudoux.
Hizo una pausa de dos años en Italia (1954-1955) donde, además de profundizar su formación teatral, trabajó como asistente del maestro italiano Giorgio Strehler en el Piccolo Teatro di Milano.
A su regreso de Italia dirigió las piezas de Federico García Lorca Doña Rosita la soltera y La casa de Bernarda Alba, y Los hermanos Karamazov de Fiódor Dostoyevski.
A fines de 1959 y por algunos meses del año 1960, ocupó la dirección artística de la Comedia Nacional que pronto abandonó, debido a la paralizante burocracia de la Comisión de Teatros Municipales.

### Teatro Ciudad de Montevideo
En 1961, fundó el TCM (Teatro de la Ciudad de Montevideo), junto a dos primeras figuras del teatro uruguayo, China Zorrilla y Enrique Guarnero presentándose en Buenos Aires, París y Madrid. En la capital francesa actuaron en el Teatro de las Naciones y en la española presentaron en el Teatro Español: La zapatera prodigiosa de Federico García Lorca, en pleno régimen de Franco, En familia, Mano santa y Porfiar hasta morir de Lope de Vega por la que ganaron el Premio de la Crítica Española.

### España
Durante la dictadura cívico-militar uruguaya se exilió en España. Residió en Madrid desde 1972 a 1985, donde abandonó la actividad teatral para dedicarse a escribir y trabajar como guionista de cine y televisión. Colaboró en los guiones de Los santos inocentes y La casa de Bernarda Alba, de Mario Camus y Las cosas del querer, de Jaime Chávarri. También guionizó la popular serie televisiva Curro Jiménez.
En 1980, su novela Volavérunt recibió el Premio Planeta. La crítica fue unánime en la valoración de la obra, destacando la fluidez de su estilo, la destreza en el manejo de la intriga y la perspicacia en el registro de una época. En 1982, volvió al teatro para dirigir una adaptación suya de La Dorotea de Lope de Vega, y al año siguiente Los cuentos de los bosques de Viena, ambas en Madrid.

### Regreso a Uruguay
En 1985, regresó a Uruguay. En 1986, inauguró la temporada de La Comedia Nacional con una nueva versión de Los gigantes de la montaña, de Luigi Pirandello.
En 1998, estrena Las maravillosas, que incluye textos de varios autores uruguayos, con la Comedia Nacional en la Sala Verdi y bajo su dirección.
Como director de cine realizó  Nunca estuve en Viena, en 1989, protagonizada por China Zorrilla; como actor protagonizó el filme La memoria de Blas Quadra en 2000 y el largometraje La ventana, de Carlos Sorín en 2008.
Participó en el documental Margarita Xirgú, la desterrada, de Christian Polanco y con la participación de las figuras del teatro uruguayo que actuaron o conocieron a la famosa actriz catalana exilada en Uruguay.
Fue académico emérito de la Academia Nacional de Letras de Uruguay.
Falleció el 19 de agosto de 2015 a los 92 años.

## Publicaciones
- 1980, Volavérunt (Planeta). Premio Planeta.
- 1986, Juan Palmieri (Librosur).
- 1988, The last portrait of the Duchess of Alba (Adler & Adler).
- 1988, Las maravillosas (Ediciones Trilce).
- 1999, A todo trapo. A propósito de Villanueva Saravia (Ediciones de la Plaza).
- 2002, El Guante (Planeta).
- 2002, El jardín de invierno.
- 2004, Ningún Max (Planeta).
- 2005, El sombrero chino (Editorial Fin de Siglo).
- 2007, Hola, che (Editorial Fin de Siglo).

## Cine
Trabajó en la producción de tres películas: Fue protagonista de La memoria de Blas Quadra dirigida por Luis Nieto, en 2000 y de La ventana, dirigida por Carlos Sorín, en 2008, y fue director de Nunca estuve en Viena en 1989.